# Heinrich Reinhold
Pour les articles homonymes, voir Reinhold.
Henrich Reinhold (Johann Heinrich Carl Reinhold), né à Gera (en comté de Reuss-Gera (de)) le 18 juillet 1788 et mort à Rome le 15 janvier 1825, est un peintre et graveur allemand.

## Biographie
Henrich Reinhold appartient à une grande famille de peintres : son père Franz Friedrich Leberecht Reinhold (1744-1807) est peintre ; son frère Friedrich-Philipp Reinhold (1779-1840) est peintre, son autre frère, Gustav Reinhold (1798-1849) peintre ; trois de ses neveux sont également peintres : Franz Xaver Reinhold (1816-1893), Friedrich Reinhold (1814-1881) et Karl Reinhold (1820-1887).
Heinrich Reinhold commence l'étude de la peinture à l'École supérieure des beaux-arts de Dresde, puis, dès 1806, à l'Académie de Vienne où il rejoint son frère Friedrich-Philipp. En 1809, il est à Paris. Dominique-Vivant Denon, directeur général des musées, lui demande de l’assister dans les ouvrages qu’il publie sur les campagnes de Bonaparte en réalisant des gravures sur cuivre. En 1814, il est de retour à Vienne. Des voyages d’études dans le montagnes autrichiennes le conduisent à peindre des paysages. Il fait partie du groupe de peintres réunis autour de Joseph Anton Koch. En 1819 il voyage à Rome, à Naples, en Sicile. Il est avec le peintre Johann Christoph Erhard (1795- Rome 1822) lorsque ce dernier se suicide. Ses études de paysages, réalisées sur de petits formats de papier préparé marouflé sur carton, pour être aisément transporté en plein air, participent de ce vaste courant de peintres paysagistes qui tendent à composer leur étude par le choix d'un point de vue et d'un cadrage, comme l'a fait remarquer Peter Galassi. Ils anticipent ainsi la pratique des futurs photographes, dès le milieu du siècle.
Il meurt de la phtisie en 1825, à Rome, à l'âge de 36 ans.

## Œuvres
Ses pairs reconnaissent son talent : dans le livre consacré à l’exposition des romantiques allemands est rapporté un écrit du 19 octobre 1824 de Karl Friedrich Schinkel dans lequel il raconte comment il a acheté des œuvres de Reinhold « qui fait de si belles études de la nature ». Athanase Raczynski écrit, lui, dans son livre consacré à l'art moderne allemand : « Chez lui, les lignes et les masses se réunissent pour produire le plus bel accord, et font, pour ainsi dire, entendre une harmonie qui serait détruite si on changeait la moindre chose au tableau. »

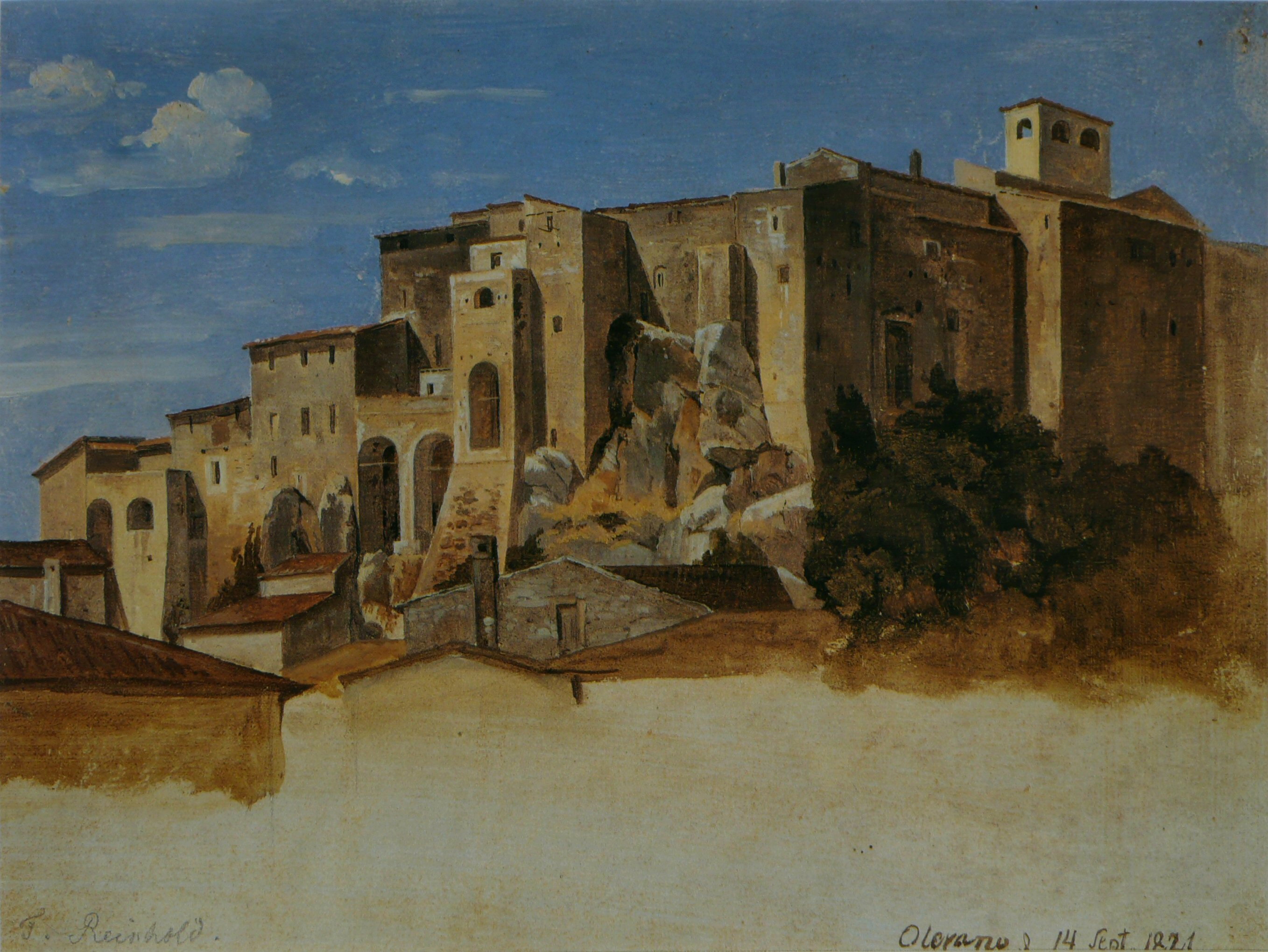
Groupe de maisons à Olevano, 1821, Kupferstichkabinett Berlin
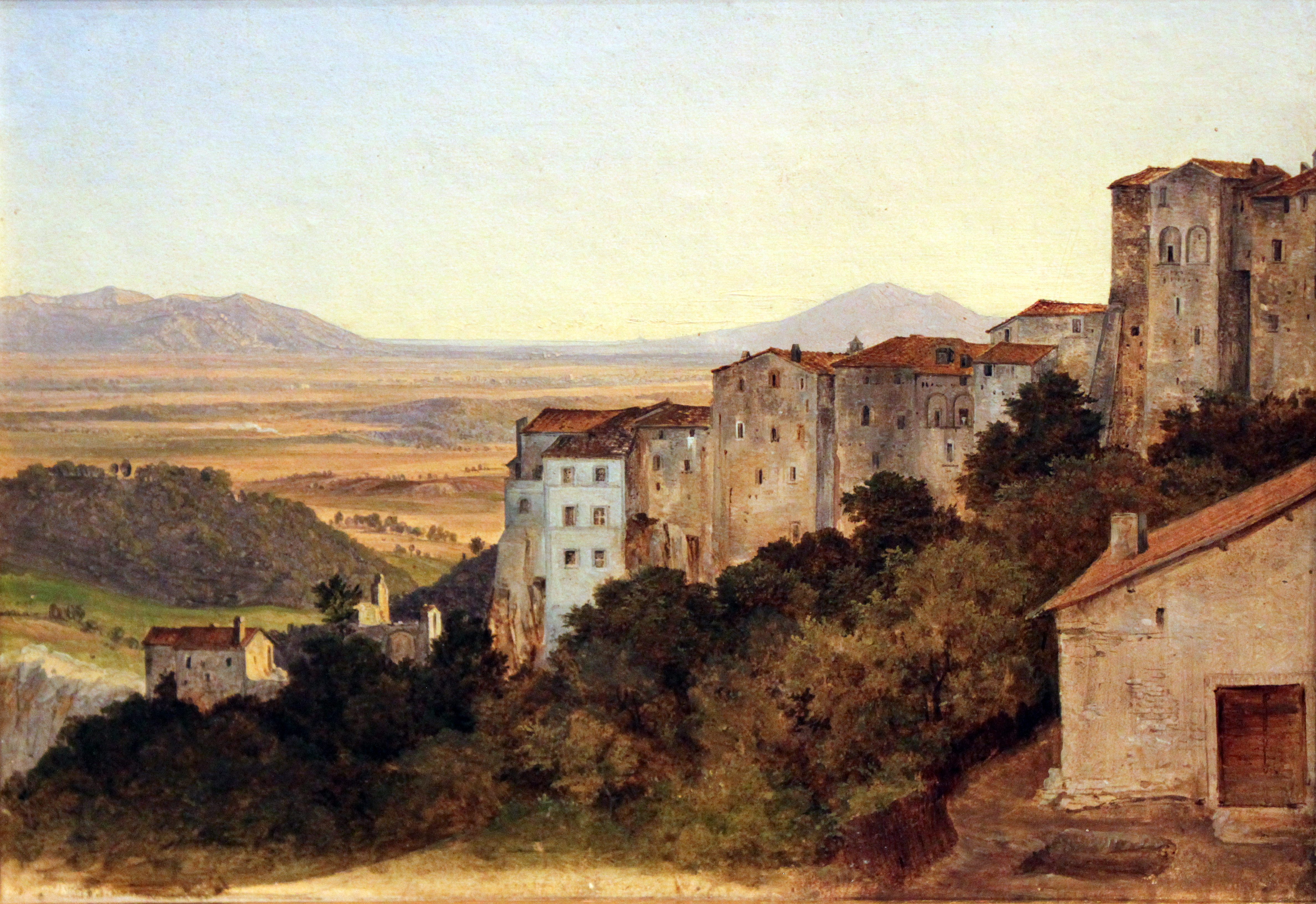
Vue d'Olevano. 1823. Kunsthalle, Hambourg
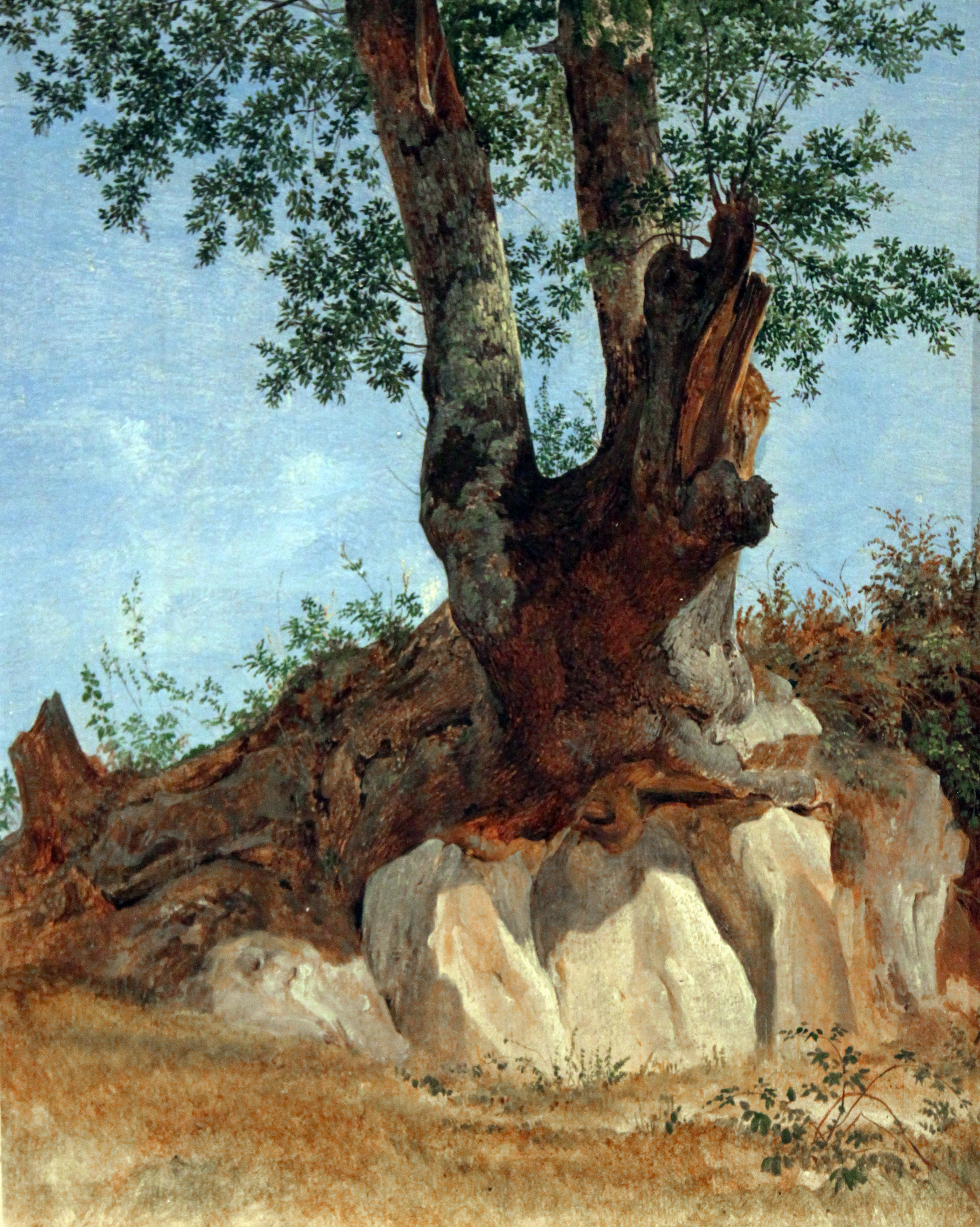
Étude d'arbre. 1822. Huile sur papier marouflé sur carton, 25,6 x 23 cm. Kunsthalle, Hamburg
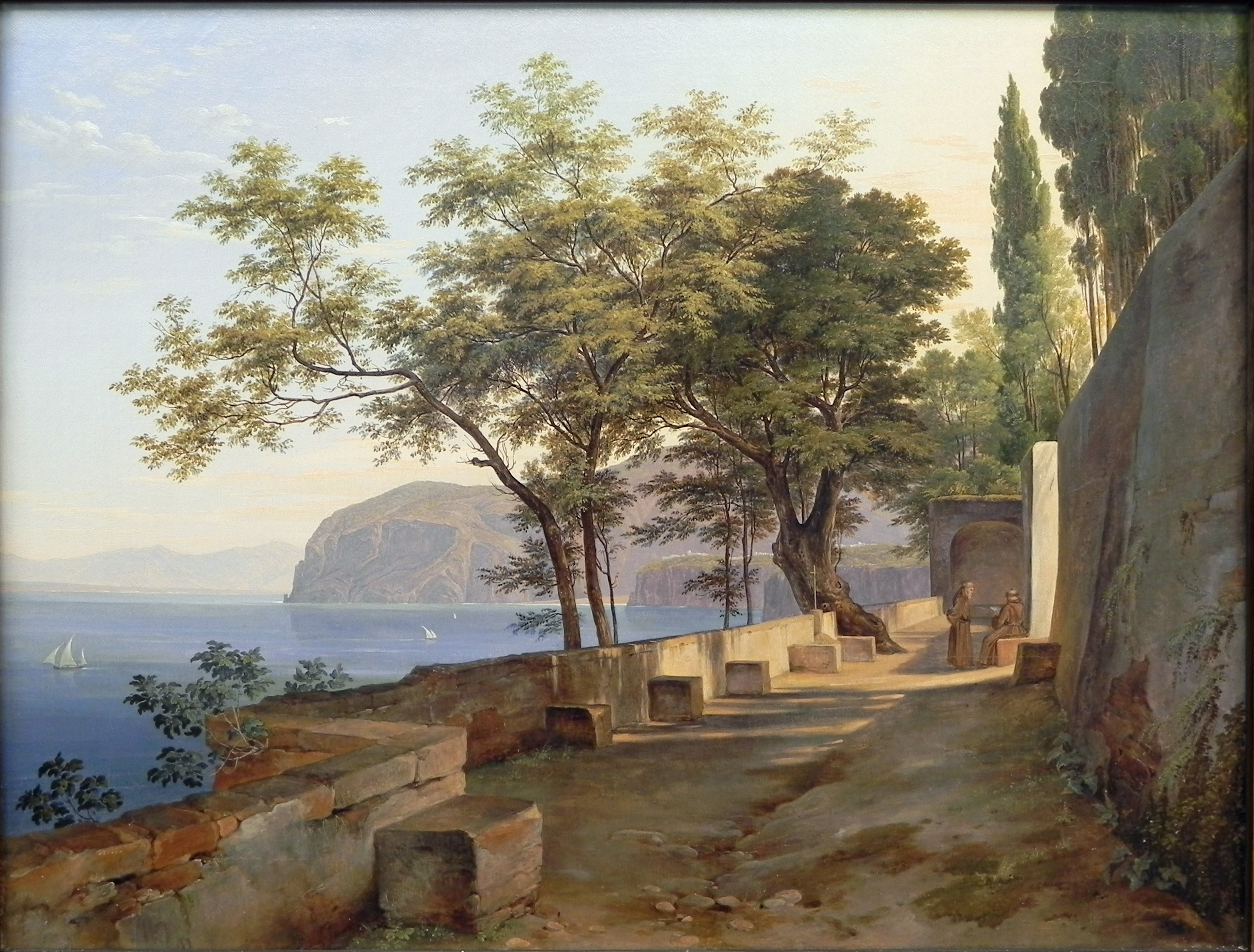
Terrasse à Sorrento 1823, Neue Pinakothek de Munich

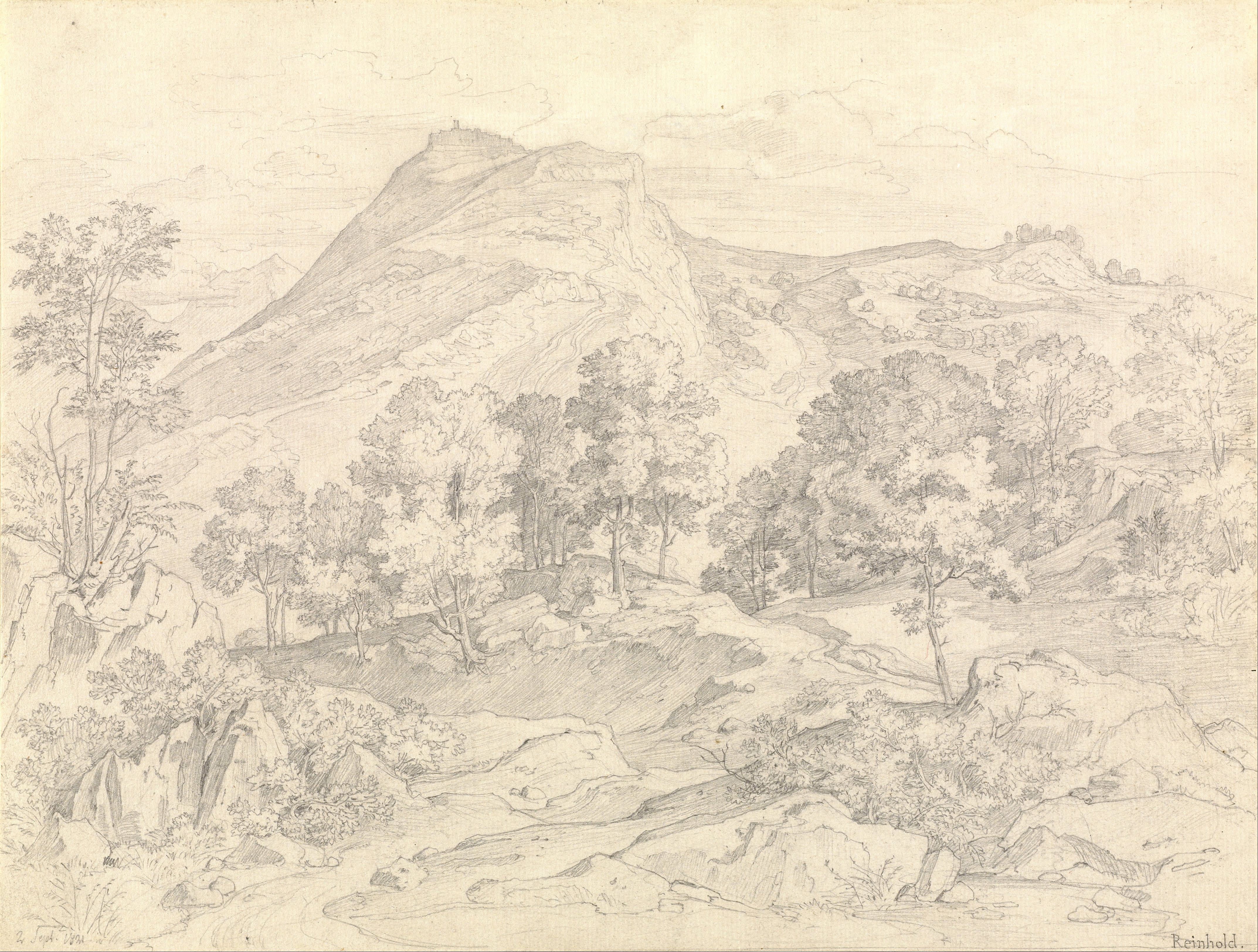
Vue de Civitella près d'Olevano, dessin au crayon de 1821
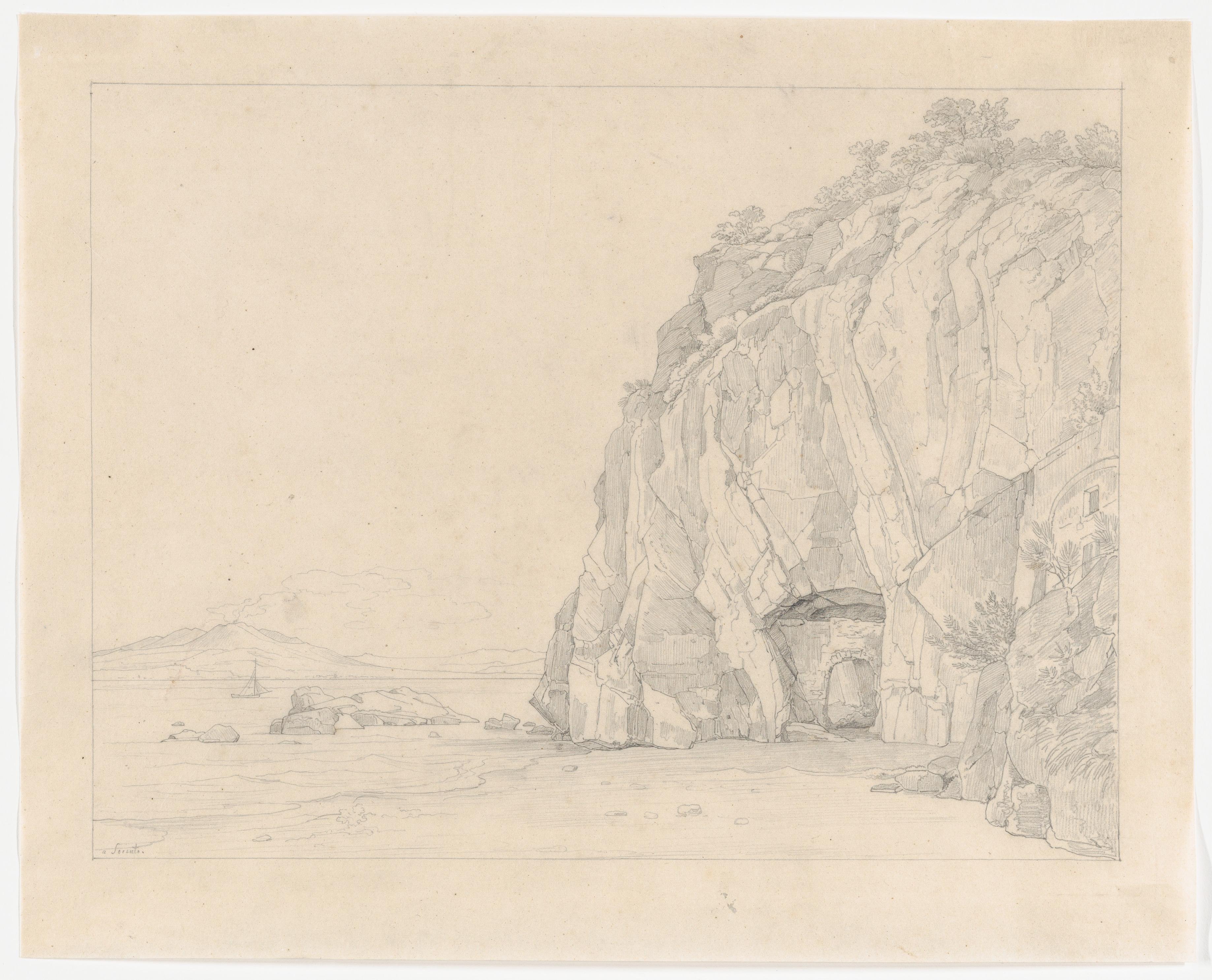
Grotte près de Sorrento, dessin au crayon, 1821
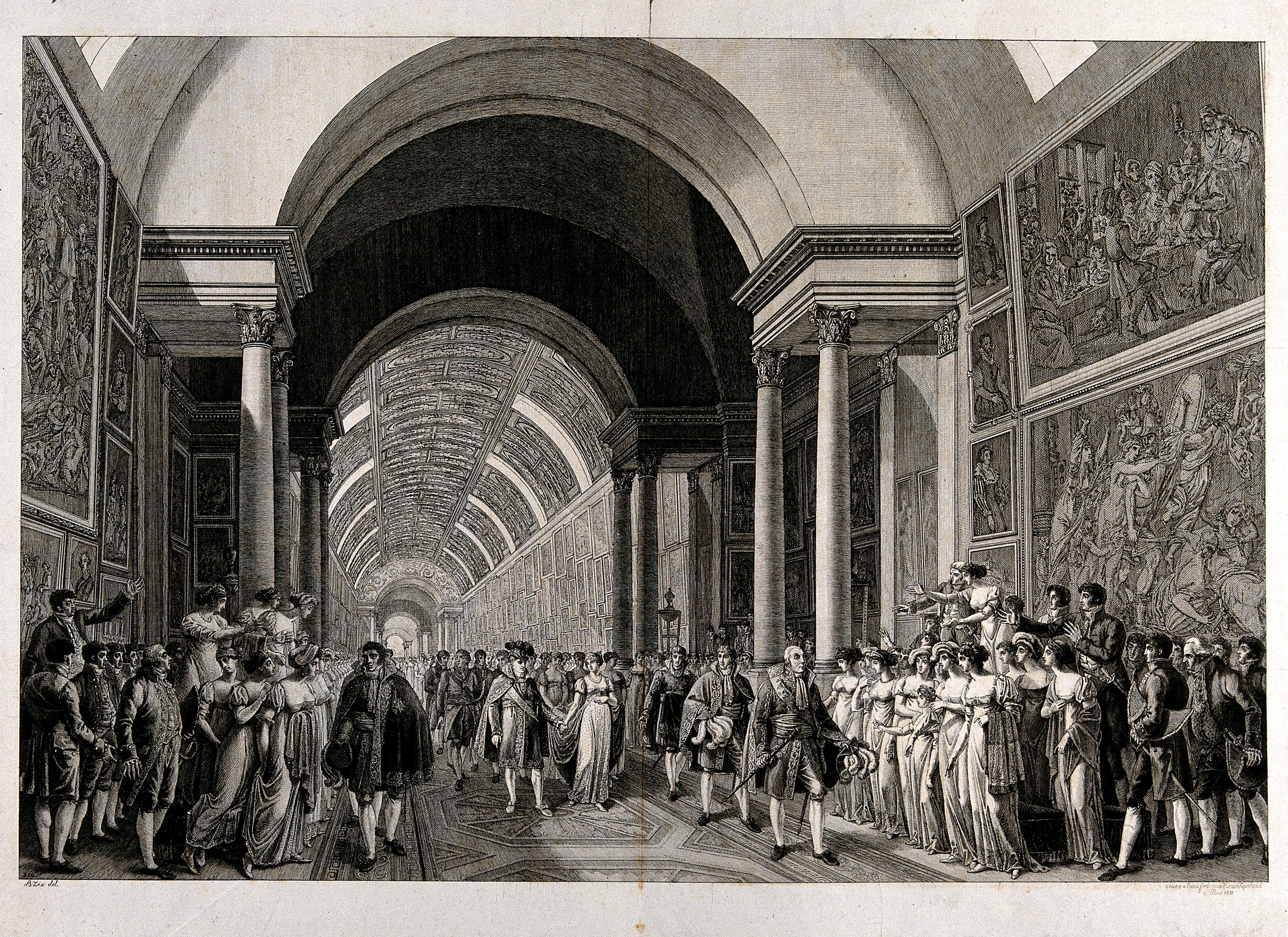
Procession avec Napoléon au Louvre